# Pernille Lyck
Pernille Lyck Christensen (født 9. februar 1971) er en dansk skuespiller.
Hun er uddannet fra Skandinavisk Teaterskole i 1995 og har været tilknyttet The Loyal Shakespeare Company.

## Filmografi
- Næste skridt (2006)